# Carreteres Radials d'Espanya

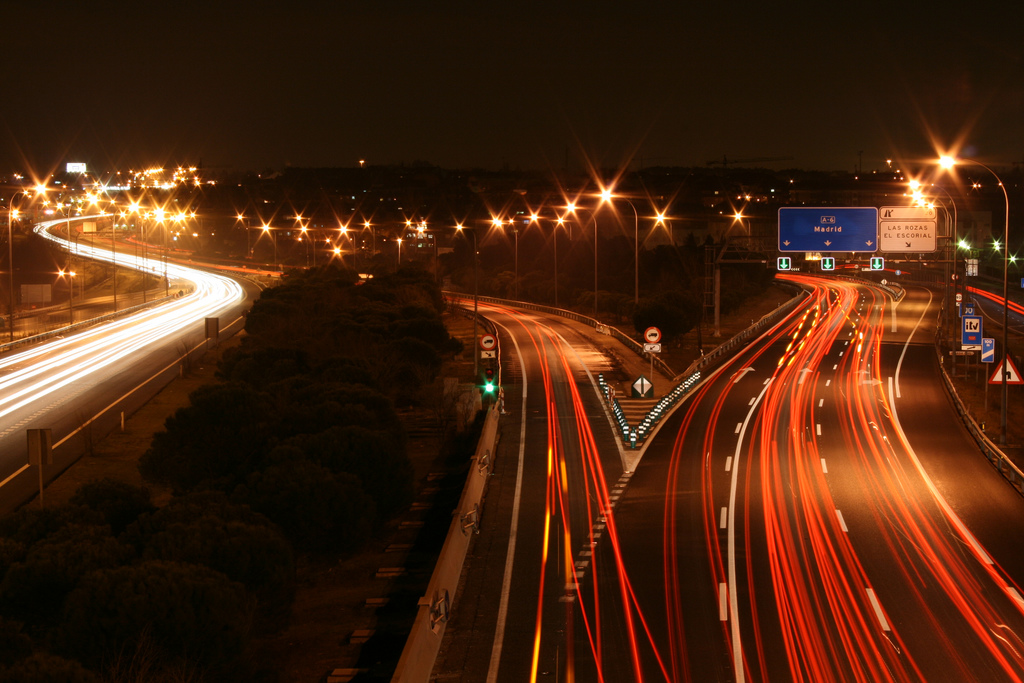
Imatge de l'A-6 a Las Rozas de Madrid.

Les Carreteres Radials d'Espanya conformen la xarxa bàsica de carreteres nacionals històriques. Es caracteritzen per tenir com a origen a Madrid, per ser la capital d'Espanya i a més situada pràcticament al centre de la situada península, la qual cosa permetia això.

## Nomenclatura
Les carreteres es marcaven amb la següent nomenclatura: «N» amb el número de la carretera amb números romans —I, II, III, IV, V, VI— separat amb un guió. Des de la nova Llei de Carreteres de 2015, s'han reemplaçat aquests nombres romans per la seva versió aràbiga —1, 2, 3, 4, 5, 6—, tot i que la senyalització s'està adaptant de mica en mica. A l'actualitat aquesta nomenclatura només roman de manera administrativa i en els trams conservats i en ús d'antics traçats no desdoblats, ja que totes les vies han estat gairebé íntegrament desdoblades en autovies i autopistes, i ara es coneixen com «A» amb el número que tenien en nombres aràbics —1, 2, 3, 4, 5, 6— separat amb guió. Són les hereves de la xarxa radial de camins establerta per Carlos III el 10 de juny de 1761 mitjançant el Reial decret expedit per fer camins rectes i sòlids a Espanya, que facilitin el comerç d'unes províncies amb altres, donant principi per les d'Andalusia, Catalunya, Galícia i País Valencià. A principis del segle xx es va crear un pla per afirmar aquestes vies, Circuito Nacional de Firmes Especiales, creant la xarxa de carreteres nacionals que ha existit durant tot el segle xx. A finals del segle xx i principis del segle xxi es dupliquen la majoria de les vies quedant l'actual xarxa d'autovies i autopistes radials.

## Radials històriques (Carreteres nacionals)
La nomenclatura comença a la carretera que va cap al nord, i es numeren les següents en l'ordre de les agulles de l'rellotge.
| Nomenclatura | Origen | Destinació                                 | Nom |
| ------------ | ------ | ------------------------------------------ | --- |
| N-I          | Madrid | Irun                                       | N-1 |
| N-II         | Madrid | La Jonquera                                | N-2 |
| N-III        | Madrid | València                                   | N-3 |
| N-IV         | Madrid | Cadis                                      | N-4 |
| N-V          | Madrid | Frontera amb Portugal, a l'oest de Badajoz | N-5 |
| N-VI         | Madrid | La Corunya                                 | N-6 |

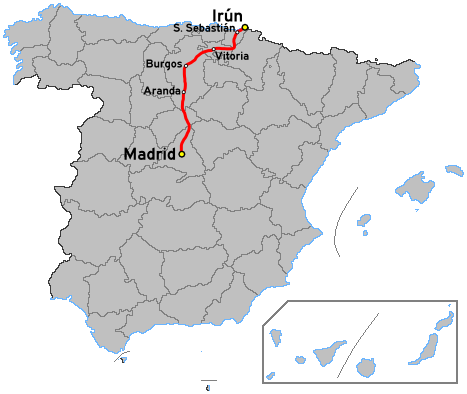
N-1
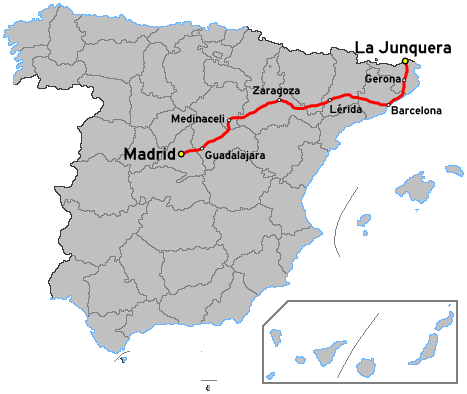
N-2
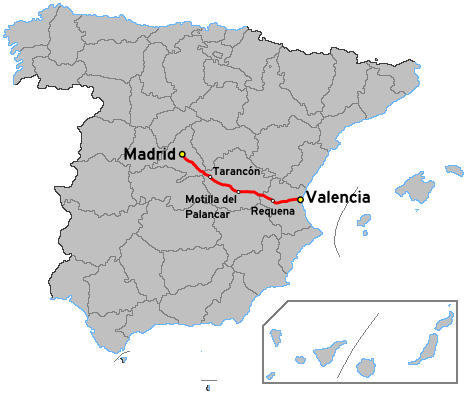
N-3
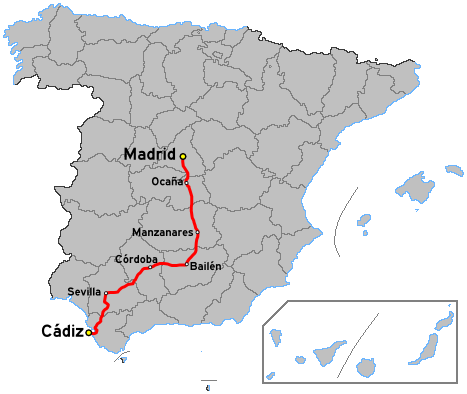
N-4
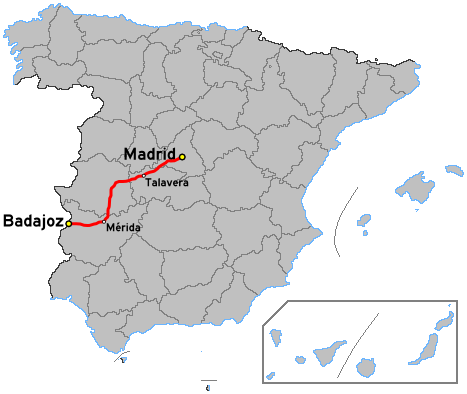
N-5
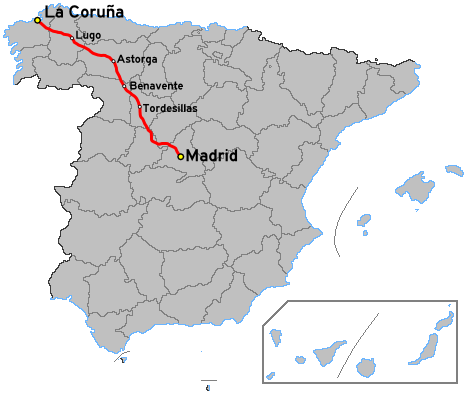
N-6

## Radials actuals (Autovies)
| Nomenclatura | Origen               | Destinació       | Nom                   | Altres noms                            |
| ------------ | -------------------- | ---------------- | --------------------- | -------------------------------------- |
| A-1          | Madrid               | Burgos           | Autovia del Nord      |                                        |
| A-1          | Miranda de Ebro      | Lasarte-Oria     | Autovia del Nord      |                                        |
| A-2          | Madrid               | Saragossa        | Autovia del Nord-est  | Autovia d'Aragó (Madrid-Saragossa)     |
| A-2          | Fraga                | Barcelona        | Autovia del Nord-est  | Autovia del Nord-est (Fraga-Barcelona) |
| A-3          | Madrid               | València         | Autovia de l'Est      | Autovia de València                    |
| A-4          | Madrid               | Dos Hermanas     | Autovia del Sud       | Autovia d'Andalusia                    |
| A-4          | Jerez de la Frontera | Puerto Real      | Autovia del Sud       | Autovia d'Andalusia                    |
| A-5          | Madrid               | Portugal         | Autovia del Sud-oest  | Autovia d'Extremadura                  |
| A-6          | Madrid               | Collado Villalba | Autovia del Nord-oest |                                        |
| A-6          | Adanero              | Arteixo          | Autovia del Nord-oest |                                        |

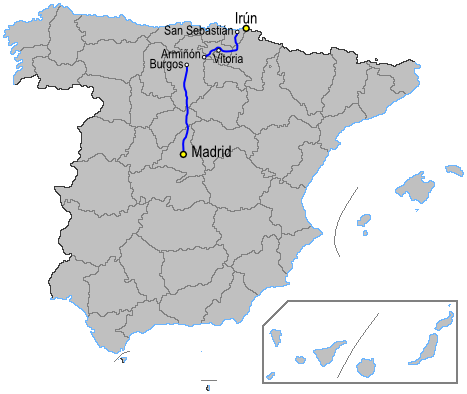
A-1
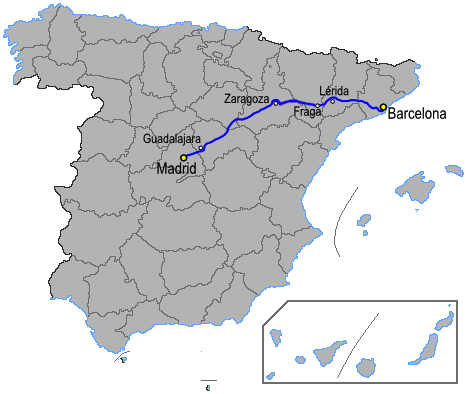
A-2
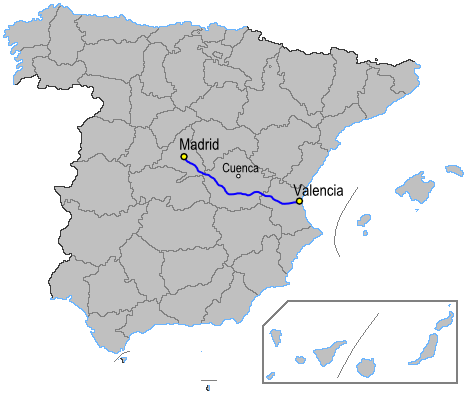
A-3
A-4
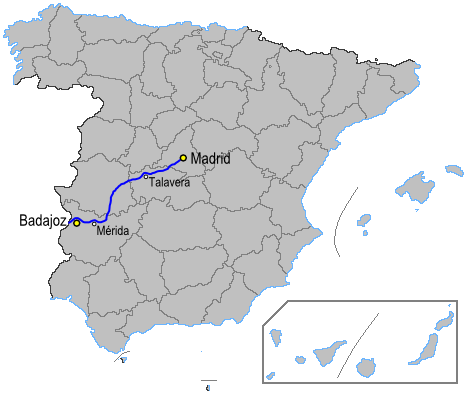
A-5
A-6

## Autopistes en aquests recorreguts
| Nomenclatura | Origen            | Destinació                 | Nom                          | Notes                                                               |
| ------------ | ----------------- | -------------------------- | ---------------------------- | ------------------------------------------------------------------- |
| AP-1         | Vitoria - Gasteiz | Eibar                      | Autopista de el Nord         |                                                                     |
| AP-2         | Saragossa         | Fraga-El Vendrell          | Autopista del Nord-est       | Fi de peatge previst el 31/08/2021                                  |
| AP-4         | Dos Hermanas      | Jerez de la Frontera-Cadis | Autopista del Sud            | És gratis des del 31/12/2019                                        |
| AP-6         | Collado Villalba  | Adanero                    | Autopista del Nord-oest      | Pròrroga de peatge pel TJUE. Expirava en 2018                       |
| AP-7         | Barcelona         | La Jonquera                | Autopista de la Mediterrània | Fi de peatge previst en aquest tram 31/08/21 (juntament amb l'AP-2) |

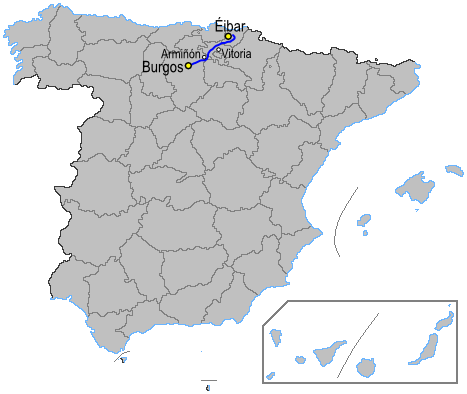
AP-1
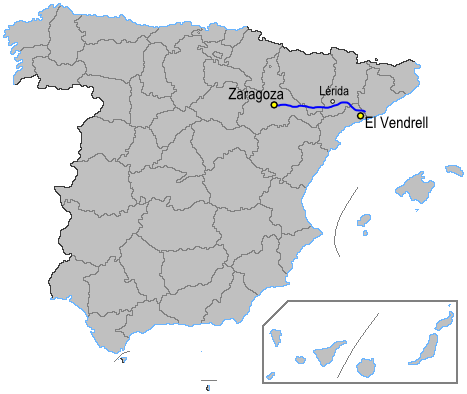
AP-2
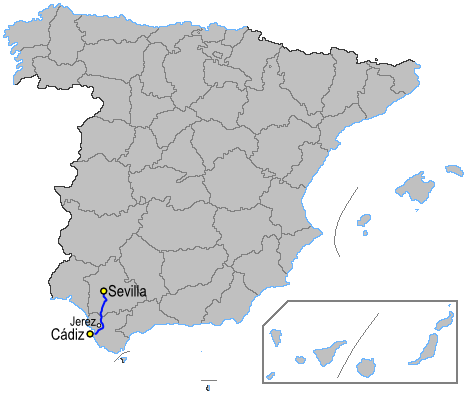
AP-4
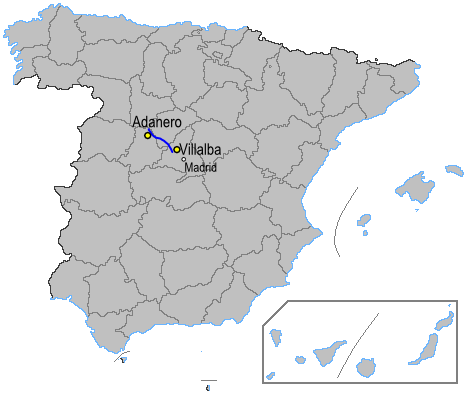
AP-6
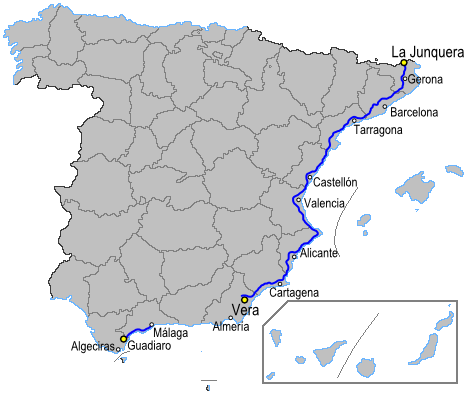
AP-7

## Quilòmetre zero

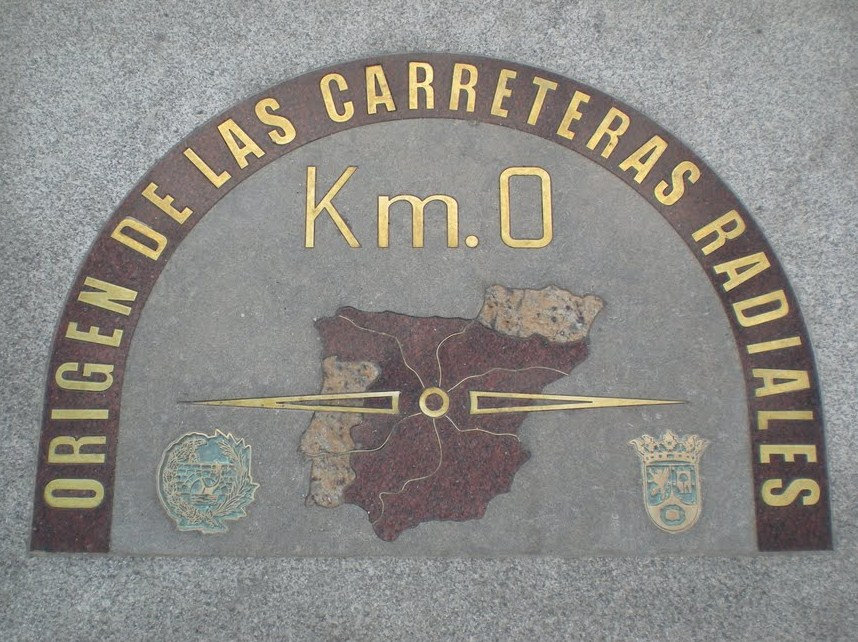
Origen de les carreteres radials

A la Puerta del Sol de Madrid, en el paviment de la vorera, es pot veure la famosa placa pètria commemorativa de quilòmetre zero de la Xarxa d'Interès General de l'Estat. Deu carreteres nacionals d'aquesta xarxa, calculen la seva tira quilomètrica partint des d'aquesta coneguda fita, o més simplement de l'esmentada plaça en general, en el cas de les set primeres i a través d'alguna d'elles tres, que són: N-I, N-II, N-III, N-IV, N-V, N-VI i N-401, de manera directa i la N-111 a través de la N-2 a Medinaceli, Sòria, la N-301 a través de la N-4 a Ocaña, Toledo, i la N-601 a través de la N-6 a Adanero, Àvila.